# Agura Trat
Agura Trat (Esio Trot) è un libro per bambini scritto Roald Dahl ed illustrato da Quentin Blake pubblicato nel 1989.

## Trama
I protagonisti sono un vecchietto in pensione, il signor Hoppy, la signora Silver e la sua tartaruga, Alfio. 
Un giorno la signora Silver confida al signor Hoppy di desiderare che Alfio diventi più grande. Il signor Hoppy, da tempo segretamente innamorato della signora, prontamente le rivela una formula magica che faccia crescere il piccolo Alfio. Questa formula inizia con "Agura Trat" (tartaruga letta al contrario, da qui il nome del racconto). In realtà, la formula l'aveva inventata sul momento, ma, felice per aver conquistato la benevolenza della signora Silver, inizia a girare tutti i negozi della città comperando tartarughe di diverse dimensioni, il più possibili somiglianti ad Alfio. Così sostituisce ad Alfio tartarughe più grandi e di maggior peso ogni settimana. Per fare ciò, si serve dell'acchiappa-tartarughe, un marchingegno costruito da lui stesso. 
Il tempo passa, ed all'arrivo del letargo la tartaruga non riesce più a passare per l'entrata della tana. A questo punto, la signora Silver chiede al signor Hoppy un'altra formula, questa volta per rimpicciolire la tartaruga. In breve la tartaruga prende grandezza e peso soddisfacenti per la signora Silver. Chiama allora il signor Hoppy per ringraziarlo, ed è allora che tra i due scoppia la passione. Il libro si conclude con il loro matrimonio.